# Fritz Jähn
Fritz Jähn (* 19. September 1882 in Schönau, Kreis Glogau; † 31. Januar 1964) war ein deutscher Waffenoffizier, zuletzt Generalmajor der Wehrmacht.

## Leben
Fritz Jähn trat am 17. Oktober 1901 als Freiwilliger in das Feldartillerie-Regiment 5 ein und wurde am 5. Oktober 1904 Unteroffizier. Ab 1. Januar 1911 Ober-Feuerwerker, wurde er am 22. März 1913 zum Feuerwerker-Leutnant befördert und war am Artillerie-Depot Koblenz. Jähn nahm am Ersten Weltkrieg teil und erhielt u. a. beide Klassen des Eisernen Kreuzes. Am 27. August 1918 erfolgte seine Beförderung zum Feuerwerker-Oberleutnant.
Nach dem Krieg wurde er, später Waffenoffizier (W), in die Reichswehr übernommen, kam im April 1920 erst zum Reserve-Artillerie-Regiment 11 und dann im Oktober 1920 zum Artillerie-Regiment 2. Hier wurde er am 1. Januar 1921 erst zum Hauptmann (W) und dann am 22. März 1922 noch zum Feuerwerks-Leutnant befördert. Im November 1924 ging er zum Artillerie-Regiment 5 und kam dann ab 1. August 1927 zur Munitionsanstalt Ingolstadt. Ein Jahr später wechselte er kurz zur Munitionsanstalt Kassel und dann im September 1928 zum Feldzeugamt Kassel. Jähn wurde hier Vorstand. Am 1. März 1931 (Patent zum 1. Dezember 1929) wurde er erst Major (W) und dann in der Wehrmacht am 1. Januar 1936 (Patent 1. Oktober 1935) Oberst (W). Ab Januar 1935 war er kurz bei der Heeres-Feldzeuginspektion in Berlin-Spandau und kam dann drei Monate später zur Heeres-Feldzeugmeisterei (Berlin).
In der Wehrmacht wurde er am 10. November 1938 als Abteilungschef bei der Heeres-Feldzeugmeisterei Kommandeur des Feldzeugkommandos XVIII (Salzburg, Wehrkreis XVIII). Ab dem 1. Mai 1940 war er dann Feldzeug-Inspizient 4 (Munition) und wurde Anfang Oktober des gleichen Jahres Kommandeur des Oberfeldzeugstabes Ostfrankreich. Am 9. April 1941 wurde er Kommandeur des neu aufgestellten Oberfeldzeugstabes 5. Mitte Dezember 1941 kam er, nachdem der Oberfeldzeugstab 5 umbenannt worden war, in die Führerreserve. Am 1. November 1942 übernahm er den Oberfeldzeugstab West, welcher aus dem Oberfeldzeugstab Ostfrankreich hervorgegangen war. Am 1. Januar 1943 wurde er als nächstältester Waffenoffizier nach dem bereits verabschiedeten Jakob Ohnacker zum Truppenoffizier überführt und zum Generalmajor ernannt.
Mit der Einführung der Waffenoffizierslaufbahn am 1. Juli 1944 wurde Jähn wieder zum Generalmajor (W), behielt aber sein Patent vom 1. Januar 1943.
Mitte November 1944 wurde er mit der Wahrnehmung der Geschäfte des Feldzeug-Inspekteurs II beauftragt. Am 10. Januar 1945 wurde er Feldzeug-Kommandant XVIII.
Nach dem Krieg wohnte er in Freilassing.